# Pica bottanensis
Ác là phao câu đen (danh pháp hai phần: Pica bottanensis) là một loài ác là trong họ Corvidae.
Loài này phân bố ở trung bộ Bhutan đến tây trung bộ Trung Quốc. Trước đây loài này được xem là một phân loài của Ác là (Pica pica).
Một nghiên cứu phát sinh chủng loại phân tử được công bố vào năm 2018 cho thấy ác là phao câu đen là một phân loại chị em với ác là Asir từ tây nam Ả Rập Saudi.